# CMOC Group
CMOC Group (chinois simplifié : 洛阳钼业 ; chinois traditionnel : 洛陽鉬業 ; pinyin : Luòyáng mù yè), anciennement China Molybdenum Company, est une entreprise minière. Elle est cotée à la bourse de Hong Kong et à la bourse de Shanghai.
L’entreprise est l’un des plus importants producteurs de molybdène au niveau mondial. Elle est également l’un des plus grands producteurs de tungstène au monde, le deuxième producteur de cobalt et de niobium, et un producteur de cuivre de premier plan au niveau mondial. 
Le siège de l'entreprise est situé dans le district de Luanchuan, près de la ville de Luoyang dans le Henan. En 2022, elle est classée 74e dans le classement Fortune China Top 500.

## Histoire
La société a été fondée en 1969 sous le nom de Luoyang Luanchuan Molybdenum. L’exploitation de la mine de Sandaozhuang a débuté l'année suivante,.
L’entreprise a changé de nom pour devenir China Molybdenum en 2007,,. Le 26 avril 2007, la société est cotée à la Bourse de Hong Kong. Entre 2007 et 2010, CMOC a également rejoint l'indice Hang Seng China Enterprises.
En 2010, CMOC a acquis la majorité des parts de la mine de Shangfanggou auprès de Luoyang Mining Group en achetant 50 % de Xuzhou Huanyu Molybdenum Co., Ltd et 100 % de Luanchuan Huqi Mining Company Limited. La Bourse de Hong Kong a sanctionné le groupe pour ne pas avoir divulgué publiquement l'acquisition de Huqi en temps voulu.
L’entreprise devient cotée à la Bourse de Shanghai en 2012. Le 20 septembre 2012, CMOC déclare avoir levé 600 millions de yuans en vendant ses actions.
En 2013, CMOC a acquis une participation de 80 % dans la mine de cuivre et d'or Northparkes auprès de l’entreprise Rio Tinto en Australie. La société a vendu l'intégralité de sa participation dans Northparkes à la société minière aurifère australienne Evolution Mining en décembre 2023.
La filiale CMOC International, a installé son siège social à Phoenix, en Arizona, en 2017.
En 2017, la société Louis Dreyfus a annoncé qu'elle vendait son activité de négoce de métaux, LDC Metals, à plusieurs sociétés chinoises, dont CMOC et AXAM Asset Management. LDC Metals a ensuite été rebaptisée IXM. 
En 2019, CMOC acquiert IXM. L’entreprise est le troisième plus important négociant de métal du monde. Elle est spécialisée dans le commerce du cuivre, du zinc, de l’aluminium, du nickel, du cobalt, du niobium et du lithium. Son siège social est basé à Genève, en Suisse.
En juin 2022, la société a officiellement changé de nom, passant de China Molybdenum Company Limited à CMOC Group Limited.
Les deux principaux actionnaires de la société sont le groupe Cathay Fortune et le fabricant chinois de batteries Contemporary Amperex Technology Co Ltd (CATL).

## Direction
L'actuel président de la CMOC est Yuan Honglin (袁宏林). Il a remplacé Li Chaochun (李朝春), qui a occupé ce poste de 2014 à 2020.
Les deux principaux actionnaires de la société sont le groupe Cathay Fortune et le groupe minier Luoyang (LMG).

## Holdings et filiale

### Holdings

#### Brésil
En 2016, CMOC a acquis des mines de phosphate et de niobium dans les États brésiliens de Goiás et de São Paulo auprès d’une PLC anglo-américain, notamment la mine de Boa Vista.

#### Chine
En Chine, l'entreprise contrôle trois grandes mines : la mine de molybdène-tungstène de Sandaozhuang (chinois : 三道莊鉬鎢礦), dans le discrit de Luanchuan, la mine de molybdène à Hami, et la mine de molybdène-fer Shangfanggou (en chinois : 上房溝鉬鐵礦), adjacente à la mine Sandaozhuang. La mine de Sandaozhuang appartient entièrement à la CMOC, tandis que la mine de Shangfanggou est une coentreprise contrôlée à 45 % par le Luoyang Mining Group.

#### République démocratique du Congo
En République démocratique du Congo, l'entreprise détient 80 % des parts de la mine Tenke Fungurume. La mine contient du cuivre, ainsi que du cobalt utilisé dans les batteries lithium-ion. En 2022, la mine Tenke Fungurume a fait l'objet de querelles juridiques entre la CMOC et le gouvernement de la RDC concernant le montant des redevances versées au partenaire minoritaire de la mine, la société d'État congolaise Gécamines. Un accord a été conclu en avril 2023, ouvrant la voie à la reprise des exportations de minéraux.
Par le biais de sa filiale KFM Holding Limited, la société a également acquis en 2020, pour un prix de 550 millions de dollars, une participation de 95 % dans la mine de Kisanfu auprès de Freeport-McMoRan, qui produit également du cuivre et du cobalt. En 2021, le groupe a vendu 25 % de KFM Holdings à Contemporary Amperex Technology (CATL) pour 137,5 millions de dollars, ce qui lui laisse une participation de 71,25 % dans le projet Kisanfu,. La CMOC a annoncé en juillet 2022 qu'elle prévoyait d'investir 1,8 milliard de dollars dans le projet Kisanfu.

#### Équateur
En juin 2025, CMOC a acquis la pleine propriété du projet aurifère Cangrejos, situé dans la province d'El Oro, en Équateur.